# Château de Chard
Le château de Chard est un château situé sur la commune de Chard, dans le département de la Creuse, région Nouvelle-Aquitaine, en France.

## Architecture
Il se situe en plein bourg (à environ 120m au nord de l'église).